# Уруский, Северин
Граф Северин Мацей Леон Уруский (пол. Seweryn Maciej Leon Uruski; 1817—1890) — польский геральдист, экономист.

## Биография
Представитель червонно-русского дворянского рода — Уруских, восходящего к началу XVI века. Родился 1 июня 1817 года	в селе Белка Шляхетская (ныне Верхняя Белка, Львовский район, Львовская область, Украина). Сын графа Каетана Уруского (ок. 1784—1827) и графини Юлии Ванды Потоцкой (1788—1876). В 1844 году был признан в графском достоинстве в Австрийской империи, в 1853 года — в России.
С 1857 года — предводитель дворянства Варшавской губернии, член Государственного Совета Царства Польского Российской империи. Тайный советник и гофмейстер российского императорского двора.
Председатель геральдической комиссии Царства Польского.
Автор 15-томного труда «Семья. Гербовник польской шляхты» (пол. Rodzina. Herbarz szlachty polskiej), вмещающего данные и короткую информацию о шляхетских семьях Польши (до конца буквы R.), изданного в 1904—1917 гг.

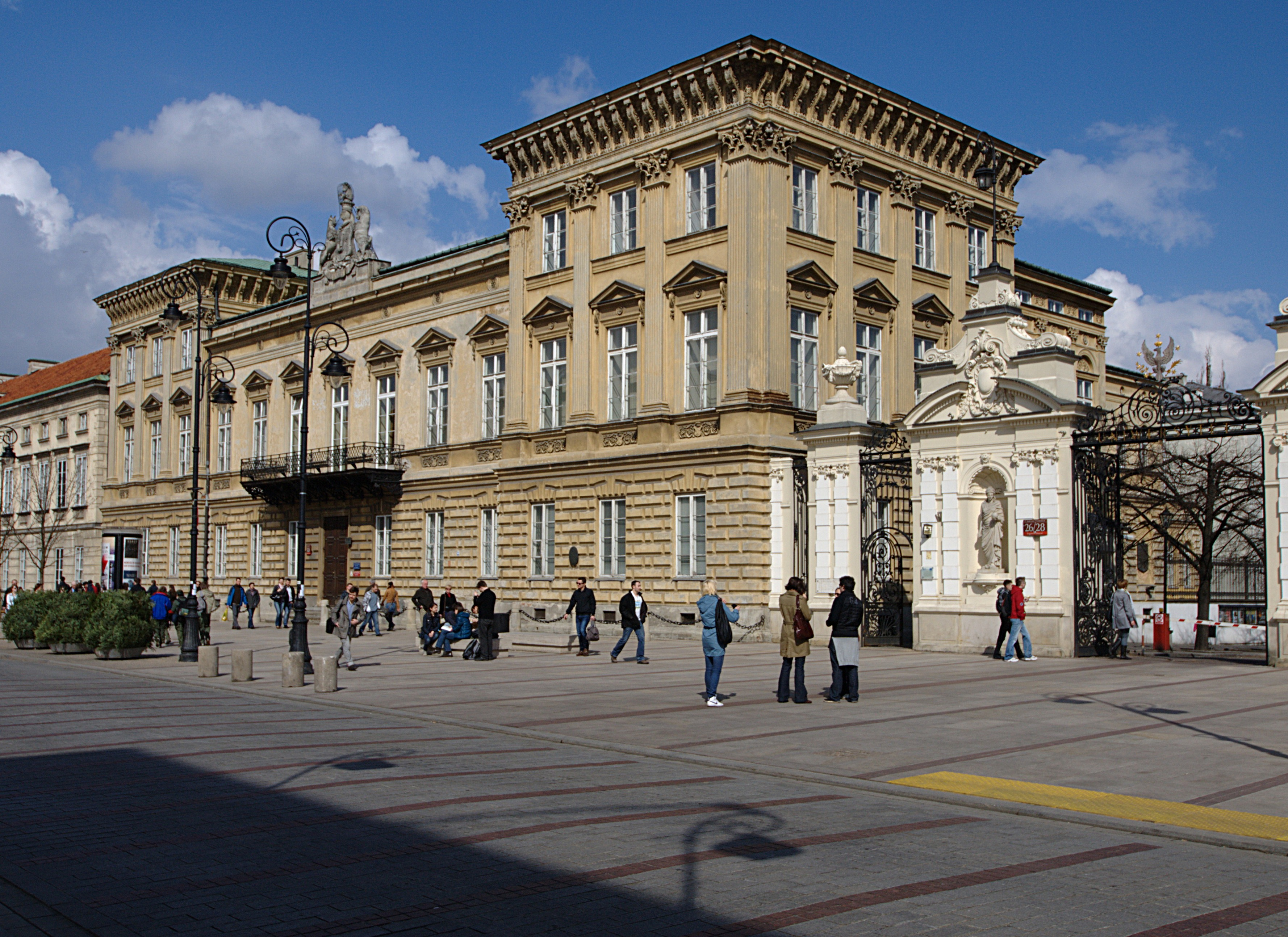
Дворец Уруских

Владел многочисленными имениями в Галиции, Люблинской, Виленской и Гродненской губерниях. При обсуждении крестьянского вопроса открыто выступил за отмену крепостного права, изложив свое мнение в работах Polemika o kwestyi włościańskiej w r. 1856/1857 («Полемика о крестьянском вопросе в 1856/1857 гг.») и Sprawa włościańska, wyjatki z nowożytnych polskich ekonomistów («Крестьянский вопрос, выдержки из современных польских экономистов»).
Владелец дворца в Варшаве, известного как Дворец Уруских, построенного в 1844—1847 гг. архитектором Анджеем Голонским, в котором теперь размещён Геологический факультет Варшавского университета.
Скончался 16 августа 1890 года в Пизе (Италия).

## Семья

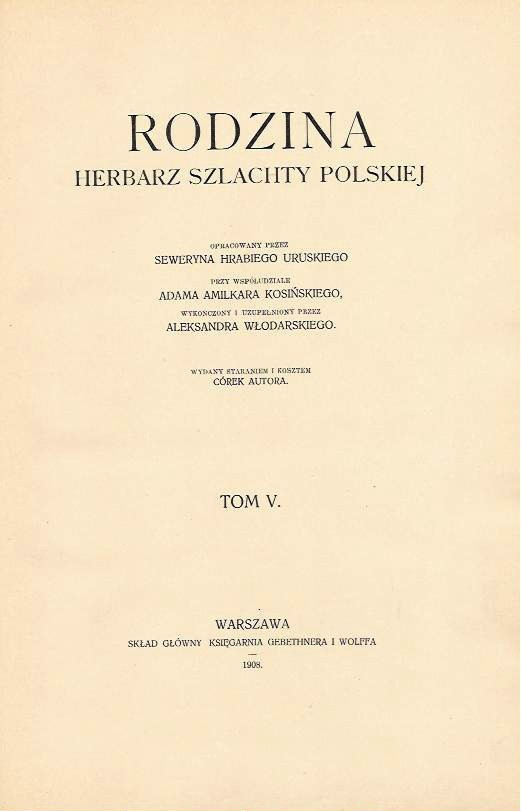
«Семья. Гербовник польской шляхты». том 5. 1908

Жена (24.11.1842, Варшава): графиня Эрманция Эрмания Мария Тизенгауз (7.08.1822, Желудок — 6.11.1891, Пиза), владела Желудоком и Липичной в Виленской губернии, дочь графа Адольфа Рудольфа Тизенгауза (ок. 1790—1830), наполеоновского полковника артиллерии, и Геновефы Пусловской (ок. 1803—1842)
Дети:
- граф Матеуш Рудольф Михал Уруский (1843—1857)
- графиня Мария Ванда Фелиция Уруская (9.07.1853, Варшава — 18.04.1931, там же), получила во владение Желудок. Муж (10.07.1872, Львов): князь Влодзимеж Людвик Станислав Святополк-Четвертинский (15.09.1837—20.08.1918). Одним из сыновей от этого брака был князь Северин Святополк-Четвертинский
- графиня Северина Мария Уруская (25.05.1860, Париж — 14.05.1931, Белка Шляхетская). Муж (24.10.1877, Варшава): князь Ян Павел Александр Сапега[пол.] (18.06.1847—25.10.1901), капитан 5-го драгунского полка британской королевской гвардии. Сыном от этого брака был Евстахий Сапега